# 佐々木修 (野球)
佐々木 修（ささき おさむ、1962年10月9日 - ）は、広島県呉市出身の元プロ野球選手（投手）・野球指導者、野球解説者・野球評論家、スポーツキャスター。NOMOベースボールクラブ理事。

## 経歴
広島工大付属工業高から、近畿大学工学部（当時は呉キャンパス）に進学し、同工学部硬式野球部に入部。エースとして活躍し、広島六大学野球リーグでは在学中4回優勝。1984年の第15回明治神宮野球大会では、準決勝で園川一美のいた日体大を降し、決勝進出。河野博文投手を擁する駒大に1-3で惜敗するが、広島六大学加盟チームとしては初めての準優勝を果たす。
1984年のプロ野球ドラフト会議で近鉄バファローズから1位指名を受け入団。
ルーキーイヤーとなる1985年の対西武開幕戦でリリーフ救援登板し、プロデビュー。同年7月11日の日本ハム戦でプロ初先発初完封勝利。1986年に当時日本記録の35試合連続本塁打を続けていた西武との9月28日の試合で1対1の引き分けながら長打を許さず、9回完投して記録を阻止した。サイドスロー・アンダースローからスライダー、シンカーを駆使する軟投派右腕で、主力投手として活躍した。
1988年、二軍の対中日ドラゴンズ戦に登板した佐々木は、ラルフ・ブライアントに本塁打を浴びる。だが、このことがブライアントのシーズン途中入団・ブレイクにつながった。同年のペナントレースは開幕から独走した首位西武を近鉄が後半追い込み、一進一退の首位争い。西武が先に全日程を終了し、近鉄は残り4試合。10月17日の対阪急ブレーブス戦で痛恨の敗戦を喫し、優勝するためには残る対ロッテオリオンズ戦3試合に全勝するしかなくなった。落胆の思いのナインを乗せたバスは翌日の東京遠征に備え、そのまま名神高速道路を走り、京都へ向かう。沈痛な車内で大石第二朗は、後方にいた佐々木に「何か…頼む」と促す。立ち上がった佐々木は、声をふりしぼって近鉄の球団歌「近鉄バファローズの歌」を歌いだし、期せずして車内は大合唱となる。大の男たちがボロボロ泣きながら自分たちの球団歌を絶唱する光景を背に、監督の仰木彬は「これで負けても悔いはない。チームがひとつになったから…」と熱いものがこみ上げた。それが10.19のダブルヘッダーとなった（『サンケイスポーツ』2007年5月19日）。
1991年、先発投手として自己最多となるシーズン10勝を挙げ、日韓プロ野球スーパーゲームにも出場した。その後は膝の故障に苦しみ1994年に現役引退。
引退後は、朝日放送・スカイ・A（1995年 - 2005年）、スカイ・A（2006年 - 2008年）野球解説者、テレビ朝日『サタデージャングル』、ABCテレビ『おはよう朝日です』のスポーツキャスター、日刊スポーツ野球評論家として活動。その間、近鉄の後輩野茂英雄が設立したノンプロチーム・NOMOベースボールクラブの理事へ就任。
2009年、オリックス・バファローズの一軍投手チーフコーチに就任した。現役時代から付き合いのある監督の大石大二郎の要請によるものだった。また、佐々木との交友が縁で、野茂がテクニカル・アドバイザーとして招聘された。同年6月18日、投手陣の不振の責任を取らされる形で二軍投手コーチへ降格し、シーズン終了後に解任された。
2016年11月26日、学生野球資格研修会に参加してアマ資格を回復している
2010年から大阪市北区曽根崎新地で「あみ焼 ささ木」という飲食店を経営していたが、2024年現在は閉店している。

## 人物
二枚目で知られておりファンも多く、息子の佐々木尚遙も関西ジャニーズJr.として活動していた。
また、ジャニーズ事務所所属タレントによる野球大会ではチームの監督を務めることがある。
2006年からは、現役時代の同僚梨田昌孝の個人事務所であったマネジメント会社トゥルーマサに第2号タレントとして所属するが、2009年春頃にマネジメント会社をトゥルーマサからホリプロ大阪支社へ移している。
卒業論文のテーマは「製造業と非製造業の資産運用と調達について」。

## 詳細情報

### 年度別投手成績
| 年 度      | 球 団      | 登 板 | 先 発 | 完 投 | 完 封 | 無 四 球 | 勝 利 | 敗 戦 | セ 丨 ブ | ホ 丨 ル ド | 勝 率 | 打 者 | 投 球 回 | 被 安 打 | 被 本 塁 打 | 与 四 球 | 敬 遠 | 与 死 球 | 奪 三 振 | 暴 投 | ボ 丨 ク | 失 点 | 自 責 点 | 防 御 率 | W H I P |
| ---------- | ---------- | ----- | ----- | ----- | ----- | -------- | ----- | ----- | -------- | ----------- | ----- | ----- | -------- | -------- | ----------- | -------- | ----- | -------- | -------- | ----- | -------- | ----- | -------- | -------- | ------- |
| 1985       | 近鉄       | 19    | 13    | 2     | 1     | 1        | 3     | 6     | 0        | --          | .333  | 327   | 72.0     | 90       | 11          | 20       | 2     | 8        | 28       | 1     | 0        | 50    | 40       | 5.00     | 1.53    |
| 1986       | 近鉄       | 28    | 25    | 4     | 0     | 1        | 8     | 6     | 0        | --          | .571  | 602   | 139.1    | 157      | 20          | 36       | 1     | 8        | 88       | 1     | 0        | 74    | 69       | 4.46     | 1.39    |
| 1987       | 近鉄       | 24    | 16    | 0     | 0     | 0        | 3     | 8     | 0        | --          | .273  | 446   | 99.0     | 115      | 16          | 36       | 2     | 6        | 32       | 1     | 1        | 58    | 53       | 4.82     | 1.53    |
| 1988       | 近鉄       | 11    | 4     | 0     | 0     | 0        | 1     | 4     | 0        | --          | .200  | 78    | 16.2     | 22       | 5           | 10       | 1     | 2        | 5        | 0     | 0        | 14    | 14       | 7.56     | 1.92    |
| 1989       | 近鉄       | 20    | 1     | 0     | 0     | 0        | 1     | 2     | 0        | --          | .333  | 192   | 43.1     | 58       | 10          | 14       | 3     | 2        | 18       | 0     | 0        | 30    | 27       | 5.61     | 1.66    |
| 1990       | 近鉄       | 29    | 17    | 2     | 1     | 0        | 8     | 7     | 1        | --          | .533  | 517   | 119.2    | 133      | 13          | 39       | 0     | 5        | 31       | 2     | 0        | 67    | 58       | 4.36     | 1.44    |
| 1991       | 近鉄       | 24    | 21    | 7     | 1     | 1        | 10    | 4     | 1        | --          | .714  | 602   | 145.2    | 138      | 19          | 40       | 2     | 3        | 45       | 2     | 0        | 61    | 52       | 3.21     | 1.22    |
| 1992       | 近鉄       | 19    | 10    | 0     | 0     | 0        | 1     | 1     | 0        | --          | .500  | 278   | 63.2     | 81       | 7           | 16       | 1     | 3        | 20       | 0     | 0        | 29    | 29       | 4.10     | 1.52    |
| 1993       | 近鉄       | 5     | 2     | 0     | 0     | 0        | 1     | 0     | 0        | --          | 1.000 | 87    | 19.2     | 20       | 0           | 9        | 0     | 0        | 5        | 1     | 0        | 11    | 9        | 4.12     | 1.47    |
| 1994       | 近鉄       | 2     | 1     | 0     | 0     | 0        | 0     | 0     | 0        | --          | ----  | 22    | 4.1      | 6        | 0           | 2        | 0     | 0        | 1        | 0     | 0        | 4     | 3        | 6.23     | 1.85    |
| 通算：10年 | 通算：10年 | 181   | 110   | 15    | 3     | 3        | 36    | 38    | 2        | --          | .486  | 3151  | 723.1    | 820      | 101         | 222      | 12    | 37       | 273      | 8     | 1        | 398   | 354      | 4.40     | 1.44    |

### 記録
- 初登板：1985年4月6日、対西武ライオンズ1回戦（西武ライオンズ球場）、5回裏から2番手で救援登板、1回無失点
- 初先発登板・初勝利・初先発勝利・初完封：1985年7月11日、対日本ハムファイターズ13回戦（後楽園球場）
- 初セーブ：1990年5月9日、対福岡ダイエーホークス3回戦（北九州市民球場）、6回裏から2番手で救援登板・完了、4回2失点

### 背番号
- 17 （1985年 - 1994年）
- 91 （2009年）

## 関連情報

### 出演番組
- プロ野球中継 - 解説
  - ABCフレッシュアップナイター（ABCラジオ）
  - スーパーベースボール（ABCテレビ）
  - スカイ・Aスタジアム（スカイA）
- サタデージャングル（テレビ朝日） - スポーツキャスター
- おはよう朝日です（ABCテレビ） - 金曜スポーツコーナー担当（ABCのプロ野球中継を降板後も出演していた）
- 梨田昌孝・古市忠夫 ゴルフ魂の法則（テレビ大阪）
  - 梨田昌孝・古市忠夫 ゴルフ魂の法則II
  - 梨田昌孝・古市忠夫 ゴルフ魂の法則III
- 藤田純のやるしかないだろ!（KBS京都ラジオ）- 第2週目「修の日」レギュラー

### 連載コラム
- 大阪日日新聞（木曜日）『佐々木修の野球コラム』

### イメージキャラクター
- 森井食品